# Yet Another Movie
Pistes de l'album A Momentary Lapse of Reason
On the Turning Away A New Machine part 1
Yet Another Movie est une chanson du groupe de rock progressif britannique Pink Floyd. C'est la sixième chanson du disque A Momentary Lapse of Reason en 1987 avec la deuxième partie de la même chanson, Round and Around. Ces deux parties furent séparées sur l'album en concert Delicate Sound of Thunder paru en 1988. Elle fut souvent jouée en concert lors des tournées du disque.

## Personnel
- David Gilmour - chants, guitares, claviers
- Nick Mason - batterie, effets sonores
- Jim Keltner - batterie
- Steve Forman - percussions
- Bob Ezrin - programmation
- Patrick Leonard - synthétiseur
- Richard Wright - synthétiseur
- Tony Levin - guitare basse
- Bill Payne - orgue
- Darlene Koldenhaven, Carmen Twillie, Phyllis St. James, Donnie Gerard - chœurs

## Liens
- Site officiel de Pink Floyd
- Site officiel de David Gilmour